# Love & Girls
Love & Girls è un singolo in lingua giapponese del girl group sudcoreano Girls' Generation, pubblicato nel 2013 ed estratto dall'album Love & Peace.

## Tracce
1. Love & Girls – 3:07
2. Linguafranc (リンガ・フランカ Ringa furanka) – 3:07